# Dokładność i precyzja metody pomiaru

Duża dokładność, mała precyzja

Duża precyzja, mała dokładność

Dokładność, precyzja, powtarzalność i odtwarzalność to atrybuty metody pomiaru.
Dokładność metody pomiaru – stopień zgodności wartości rzeczywistej ze średnią arytmetyczną wyników uzyskanych dla oznaczanej wielkości. Im dokładniejsza metoda pomiaru, tym uzyskiwane wyniki są bliższe wartości prawdziwej, ewentualnie wzorcowej lub przewidzianej teoretycznie. W serii pomiarów o dużej dokładności tej samej wielkości fizycznej lub chemicznej większość wyników będzie zbliżona do wartości prawdziwej, ewentualnie wzorcowej lub przewidzianej teoretycznie, a wyniki obarczone błędem przypadkowym będą od niej większe lub mniejsze.
Precyzja metody pomiaru – stopień zgodności między wynikami uzyskanymi w określonych warunkach z wielokrotnych pomiarów tej samej wielkości.
Precyzja wyników otrzymanych przez tego samego analityka przy użyciu tego samego sprzętu pomiarowego to powtarzalność wyników, podczas gdy precyzja wyników otrzymanych przez różnych analityków w odmiennych warunkach otoczenia to odtwarzalność wyników.
Precyzja i dokładność metody pomiaru są od siebie niezależne. Metoda może być mało precyzyjna, gdy uzyskane wyniki mają duży rozrzut, ale mimo to dokładna, jeżeli średnia tych wyników odpowiada wartości prawdziwej, ewentualnie wzorcowej lub przewidywanej teoretycznie. Z kolei, gdy rozrzut wyników jest nieduży, ale ich średnia jest odległa od wartości prawdziwej, ewentualnie wzorcowej lub przewidywanej teoretycznie, wówczas metoda jest precyzyjna, ale niedokładna.